# الدوري الباراغواياني لكرة القدم 2005
الدوري الباراغواياني لكرة القدم 2005 (بالإسبانية: Campeonato Paraguayo de Fútbol 2005) هو الموسم 95 من الدوري الباراغواياني لكرة القدم. كان عدد الأندية المشاركة فيه 10، وفاز فيه سيرو بورتينيو.